# Japanska F3-mästerskapet 2007
Japanska F3-mästerskapet 2007 vanns av Kazuya Oshima.

## Delsegrare
| Bana      | Vinnare         | Vinnare           | Vinnare         |
| --------- | --------------- | ----------------- | --------------- |
| Fuji      | Oliver Jarvis   | Kazuya Oshima     | -               |
| Suzuka    | Kazuya Oshima   | Roberto Streit    | -               |
| Motegi    | Oliver Jarvis   | Roberto Streit    | -               |
| Aida      | Hirokai Ishiura | Koudai Tsukakoshi | -               |
| Suzuka    | Roberto Streit  | Koudai Tsukakoshi | -               |
| Autopolis | Roberto Streit  | Roberto Streit    | Kazuya Oshima   |
| Fuji      | Kazuya Oshima   | Kazuya Oshima     | -               |
| Sendai    | Roberto Streit  | Oliver Jarvis     | Hirokai Ishiura |
| Motegi    | Roberto Streit  | Kazuya Oshima     | -               |

## Slutställning
| Plats | Förare            | Poäng |
| ----- | ----------------- | ----- |
| 1     | Kazuya Oshima     | 262   |
| 2     | Roberto Streit    | 252   |
| 3     | Oliver Jarvis     | 238   |
| 4     | Hirokai Ishiura   | 201   |
| 5     | Koudai Tsukakoshi | 182   |
| 6     | Takuya Izawa      | 120   |